# .qa
.qa è il dominio di primo livello nazionale assegnato al Qatar.
Originariamente amministrato da Qatar Telecom, nel 2010 la gestione è stata trasferita al Supreme Council of Information and Communication Technology.
Nel 2010 ICANN ha approvato il dominio internazionalizzato قطر. (xn--wgbl6a).